# Meristoides
Meristoides es un género de insecto coleóptero de la familia Chrysomelidae.

## Especies
- Meristoides grandipennis (Fairmaire, 1889)
- Meristoides keani Laboissiere, 1929
- Meristoides oberthuri (Jacoby, 1883)
- Meristoides vigintiguttata (Ogloblin, 1936)